# 極付幡随長兵衛
『極付幡随長兵衛』（きわめつき ばんずい ちょうべえ）は、歌舞伎の演目。河竹黙阿弥作の世話物で、通称「湯殿の長兵衛」（ゆどのの ちょうべえ）。1881年（明治14年）10月東京春木座で初演。1891年（明治24年）6月、歌舞伎座で上演の際、弟子の三代目河竹新七らによって、序幕に「公平法問諍（きんぴらほうもんあらそい）」が加えられるなど大幅に改訂された。現在は三幕五場の構成となっている。

## あらすじ

### 序幕

#### 村山座木戸前の場
江戸の芝居小屋村山座では新狂言「公平法問諍」が大評判で多くの人が詰めかけている。旗本奴の白柄組の侍が通行人の親子に難癖をつけているのを町奴唐犬権兵衛が仲裁に入り親子の難儀を救う。（今日あまり上演されない。）

#### 舞台喧嘩の場
狂言も佳境に入ったときに酒に酔った白柄組らが狼藉を働いて舞台を台無しにする。そこへ町奴の親分、幡随院長兵衛が止めに入り白柄組を叩きだす。折しも桟敷で舞台を見ていた白柄組の頭領水野十郎左衛門は、長兵衛に遺恨を持つようになる。

### 第二幕

#### 花川戸幡随内の場
水野の家から家老水野主膳が来たので「水野の家来だ！たたきしめろ！」と子分達は大騒ぎ、長兵衛が止めに入り事情を聞くと「主君より迎えの使いが来ても出てこないようにしてくだされ。刃傷沙汰にもなると家名に傷がつくどころで済まないのでくれぐれもお願い申す。」とのこと。だが長兵衛は「相手を怖がり逃げたと言われては、わしの名折れになりますから。これはお断り申しまする。」とすげなく断り追い返す。はたして入れ違いに水野の家臣黒沢庄九郎が使いにきて、主君の、これまでの遺恨を水に流し旗本奴と町奴が仲良くなりたいとの思し召し、そこで、「わが君が庭の藤を眺めながら酒宴をいたしますので何卒拙邸にお越しくだされ。」との口上、長兵衛は快く招待に応じる。「行かないで」と嘆く女房やわが子、子分達、そして、急を聞いて駆け付けた唐犬らの説得にも耳を貸さず「武家と町家に日頃から遺恨重なる旗本の、白柄組に引けをとっちゃあ、この江戸中の達師の恥、」「人は一代、名は末代」と自身と仲間の名誉を守るため、唐犬に後を託し涙をこらえて長兵衛一人水野の屋敷に向かう。

### 第三幕

#### 水野邸酒宴の場
水野は友人の進藤野守之助、黒沢とともに長兵衛を歓待する。宴たけなわに黒沢はわざと長兵衛の服に酒をこぼし、水野は「一風呂入って服を乾かしたがよい。」と入浴を勧め湯殿の案内させる。跡に残った水野と進藤は長兵衛暗殺の策をめぐらす。（このあと、水野主膳諌死の場があるが、時間の都合で割愛されている。）

#### 湯殿殺しの場
浴衣一つになった長兵衛は家臣たちや水野に襲われる。「いかにも命は差し上げましょう。兄弟分や子分の者が止めるを聞かず唯一人、向かいに応じて山の手へ流れる水も遡る水野の屋敷へでてきたは、元より命は捨てる覚悟、百年生きるも水子で死ぬも、持って生まれたその身の定業、卑怯未練に人手を借りずこなたが初手からくれろと言やあ、名に負う幕府のお旗本八千石の知行取り、相手に取って不足はねえから、綺麗に命を上げまする。殺されるのを合点で来るのはこれまで町奴で、男を売った長兵衛が命惜しむと言われては、末代までの名折れゆえ、熨斗を付けて進ぜるから、度胸の据わったこの胸をすっぱりと突かっせえ」との名台詞を吐いた長兵衛は、見事に水野の槍を胸に受ける。そこへ長兵衛の子分が棺桶を持ってきたとの知らせ。その潔さに流石の水野も「殺すには惜しきものだなあ」と感心し、とどめを刺す。

#### 水道端の場
親分の仇を討つため町奴は白柄組と大乱闘となる。そこへ駆けつけた旗本三浦小次郎が水野切腹のお沙汰が下ったことを知らせ、皆は引上げる。

## 概略
17世紀中期に実際に起こった事件をもとにしている。天下太平が続いて将軍の親衛隊である旗本は堕落して素行が悪くなり、旗本奴と呼ばれる集団を作って江戸の町で乱暴を働いていた。町奴と呼ばれていた侠客は町人と連帯感を持ち、旗本奴と争乱を起こしていた。長兵衛と水野の事件もその一つで、芝居に取り上げられていた。特に四代目鶴屋南北の『浮世柄比翼稲妻』（稲妻草紙）の「御存鈴ヶ森」の場はその代表作である。浪曲や講談、さらに映画にもなり、坂本九主演『九ちゃん刀を抜いて』、阪東妻三郎・市川右太衛門主演『大江戸五人男』などがある。
幡随院長兵衛の名が外題では「院」を抜いた「幡随長兵衛」となっているのは、外題には縁起を担いで「割れない」奇数の字数にすることが慣例になっていたため。
活歴物を編み出した九代目市川團十郎のために作られたので史実に忠実である。
長兵衛は武家出という設定で、演じ方にも普通の侠客として演じてはならず、「行儀作法なども、他の侠客とは変えなければならず、天保時の侠客や唐犬権兵衛などでは、同じ親分でも親指を人差し指の腹につけ、軽く手を握った形で、膝の傍へその手をつくように挨拶しますが、長兵衛は水野の邸で手をついてお辞儀をする時、キチンと畳に掌をつけてお辞儀をしなければなりません。そんなことで長兵衛の風格が舞台に浮きあがって来るものなのです」（七代目松本幸四郎）という芸談が残されている。
序幕の村山座の場では歌舞伎では珍しく劇中劇の形をとっており、明治の新作ではあるが、初期浄瑠璃や荒事に多大な影響を与えた金平浄瑠璃が唯一現行歌舞伎の演目として残されていたり、舞台番が活躍するなど江戸時代の芝居小屋を再現した貴重な場面である。また客席から長兵衛が現れるなど娯楽性に富んだ一幕でもある。
初演時、殺害される長兵衛のうめき声が真に迫っていて好評であったが、これは團十郎が、1868年（明治元年）に養父河原崎権之助が強盗に殺害された時、養父の瀕死の声を聞いた経験によるものである。また、團十郎は殺害前の立ち回りを竹本の浄瑠璃を廃して柔術をありのままに演じる写実的な演出に変え現代にも受け継がれている。
初代中村吉右衛門、七代目市川中車、七代目松本幸四郎、初代松本白鸚らが長兵衛を得意とした。また萬屋錦之介が晩年に歌舞伎座で演じている（水野は片岡孝夫）。現在では二代目松本白鸚、二代目中村吉右衛門の兄弟が得意としている。
水野は六代目尾上菊五郎、二代目市川左團次、三代目實川延若、二代目尾上松緑が持ち役とした。
名科白も多い。上記の科白のほか、序幕の「名が幡随院の長兵衛でも仏になるにゃアまだ早え」や、二幕目の「天秤棒を肩にかけ」、三幕目の「時候も丁度木の芽時」など、黙阿弥独自の調子の良い科白が有名で、聞きどころとなっている。

## 初演時の配役
- 幡随院長兵衛 - 九代目市川團十郎
- 水野十郎左衛門 - 二代目市川権十郎
- 唐犬権兵衛 - 六代目市川八百蔵
- 長兵衛女房お時 - 二代目坂東秀調